# تشوي سونغ-هيون
تشوي سونغ-هيون (هانغل: 최성현) هو لاعب كرة قدم كوري جنوبي في مركز الوسط، ولد في 2 مايو 1982 في كوريا الجنوبية. لعب مع جيجو يونايتد وسوون سامسونغ بلووينغز.

## وصلات خارجية
- تشوي سونغ-هيون على موقع دوري كوريا الجنوبية (الإنجليزية)
- تشوي سونغ-هيون على موقع قاعدة بيانات كرة القدم.إي يو (الإنجليزية)